# الدويرة (الرتب السفلانية)
الدويرة هو دُوَّار يقع بجماعة الرتب، إقليم الرشيدية، جهة درعة تافيلالت في المملكة المغربية. ينتمي الدوّار لمشيخة الرتب السفلانية التي تضم 7 دواوير. يقدر عدد سكانه بـ 2754 نسمة حسب الإحصاء الرسمي للسكان والسكنى لسنة 2004.

## روابط خارجية
- البوابة الوطنية للجماعات الترابية
- المندوبية السامية للتخطيط